# Heliophanus pygmaeus
Heliophanus pygmaeus este o specie de păianjeni din genul Heliophanus, familia Salticidae, descrisă de Wesolowska, Russel-smith în anul 2000. Conform Catalogue of Life specia Heliophanus pygmaeus nu are subspecii cunoscute.